# Stand Up And Scream
Stand Up And Scream — en español: «Ponte de Pie y Grita» — es el álbum debut de la banda inglesa de metalcore Asking Alexandria desde su reinicio en 2008, publicado el 15 de septiembre de 2009 por Sumerian Records. El álbum ha alcanzado el lugar número 170 en Billboard 200, el número 29 en Top de Álbumes Independientes, y el número 5 en Top Heatseekers. El disco logró permanecer en el Top Heatseekers en la posición número 36 hasta el final de julio de 2010.
A pesar de haber vendido 4.700 copias la primera semana en el Billboard el disco recibió muchas críticas buenas de parte de Absolutepunk: 
"La escena post-hardcore siempre está tratando de destacarse entre la multitud de alguna forma, pero como yo estaba en YouTube, una noche, me encontré con esta banda inglesa llamada Asking Alexandria, que se formó en 2003 y se separó en 2007, y se juntaron otra vez. Al principio, particularmente no me gustaron, pero este es un grupo "no juzgarlos por la cubierta". Esta es una gran banda, sobre todo para un álbum debut (que ha sido aclamados por muchos)."
En Sputnick Music, Allmusic y muchas otras páginas y revistas de música, la banda paso de tener un éxito underground a un éxito comercial volviéndose más conocidos en el ambiente de la música participando en varios festivales de música, aunque AllMusic criticó a las canciones del álbum como "sin rostro y sin memoria".

## Historial
El título del álbum se escogió de la letra en la segunda canción "The Final Episode (Let's Change the Cannel)", donde en el coro dice "Just stand up and scream, the tainted clock is counting down". El álbum ha llegado a vender más de 100.000 copias en todo el mundo.
Seis de las canciones que figuran en el álbum han sido previamente lanzadas en las cuentas de MySpace y PureVolume de la banda. Estos incluyeron: Nobody Don't Dance No More, The Final Episode, A Candlelit Dinner With Inamorta, Not The American Average, A Single Moment of Sincerity, y I Was Once, Possibly, Maybe, Perhaps, a Cowboy King. Hay desde pequeños, hasta grandes cambios en todas las canciones en el álbum oficial, en comparación con los demos lanzados en 2008.
La canción "Hey There Mr. Brooks" fue un homenaje a la película Mr. Brooks. Sus letras tienen muchas referencias a escenas de la película.

## Videos musicales
En septiembre de 2009, Asking Alexandria lanzó su video musical de la canción "The Final Episode (Let's Change the Channel)". En el video, los músicos tocan vestidos de negro en una habitación oscura. También se muestra una tabla en la que se encuentra el vaso con agua. A lo largo del de video, el cristal se desplaza gradualmente hacia el borde de la mesa y finalmente se cae y se rompe.
En 2010, el video musical de "A Prophecy" fue lanzado. Fue filmado en Los Ángeles durante la gira "Welcome to the Circus". Se muestra a la banda tocando en un callejón oscuro durante una tormenta, y los cortes entre las tomas de una mujer que cae a través del océano. También hay una foto de James Cassells (baterista) escupiendo fuego hacia el final antes del último breakdown.
En 2010, Asking Alexandria grabó un video en vivo de "If You Can't Ride Two Horses at Once... You Should Get Out of the Circus" en Chain Reaction en Long Beach, California. Está incluido en su EP, Life Gone Wild.
Durante el Vans Warped Tour 2011, Asking Alexandria grabó un video de rendimiento para "Not the American Average".
Todas Las Canciones Fueron Escritas por Asking Alexandria excepto las indicadas

## Lista de canciones
| N.º | Título                                                                     | Duración |  |
| 1.  | «Alerion»                                                                  | 2:14     |  |
| 2.  | «The Final Episode (Let's Change the Channel)»                             | 4:02     |  |
| 3.  | «A Candlelit Dinner With Inamorta»                                         | 4:03     |  |
| 4.  | «Nobody Don't Dance No More»                                               | 4:00     |  |
| 5.  | «Hey There Mr. Brooks» (Feat. Shawn Milke de Alesana)                      | 4:09     |  |
| 6.  | «Hiatus»                                                                   | 1:45     |  |
| 7.  | «If You Can't Ride Two Horses at Once... You Should Get Out of the Circus» | 3:45     |  |
| 8.  | «A Single Moment of Sincerity»                                             | 3:52     |  |
| 9.  | «Not the American Average»                                                 | 4:42     |  |
| 10. | «I Used to Have a Best Friend (But Then He Gave Me an STD)»                | 4:06     |  |
| 11. | «A Prophecy»                                                               | 3:33     |  |
| 12. | «I Was Once, Possibly, Maybe, Perhaps a Cowboy King»                       | 3:41     |  |
| 13. | «When Everyday's the Weekend»                                              | 4:23     |  |

## Créditos
| - Danny Worsnop - Vocalista, piano, teclado, sintetizadores - Ben Bruce - Guitarra líder, programación, coros, vocalista en canciones 8 y 9 - Cameron Liddell - Guitarra rítmica - Sam Bettley - Bajo - James Cassells - Batería - Shawn Milke (de Alesana) - Coro en "Hey There Mr. Brooks" | - Producción, ingeniería, mezclas y masterización por Joey Sturgis - Ilustraciones y fotografías de Phill Mamula - Concepto de arte de Ash Avildsen - Distribuido por RED Distribution |